# Карлінський кратер
Карлінський кратер (рос. Карлинский кратер) — метеоритний кратер, що знаходиться в Республіці Татарстан.
Його діаметр становить 10 км, а його вік оцінюється в районі 5 ± 1 мільйонів років.
Кратер знаходиться на захід від міста Буїнськ, що на кордоні з Чувашіє.. Він названий на честь річки Карла, яка є лівою притокою Свіяги, правої притоки Волги.